# Додони
Додо́ни (греч. Δωδώνη) — деревня в Греции. Расположена на высоте 703 метра над уровнем моря, в километре к западу от места древнего города Додоны, в 15 километрах к юго-западу от Янины, в 221 километре к юго-западу от Салоник и в 310 километрах к северо-западу от Афин. Входит в одноимённую общину (дим) в периферийной единице Янине в периферии Эпире. Население 55 жителей по переписи 2011 года.
Национальная дорога 17 связывает Додони с Яниной. Севернее проходит автострада 2 «Эгнатия», часть европейского маршрута E90.
До 1927 года (ΦΕΚ 76Α) называлась Царковиста (Τσαρκοβίστα).

## Сообщество Додони
Сообщество создано в 1919 году как Царковиста (ΦΕΚ 184Α). В местное сообщество Додони входит деревня Додонуполи. Население 184 жителя по переписи 2011 года. Площадь 8,748 квадратных километров.
| Населённый пункт | Население (2011), человек |
| ---------------- | ------------------------- |
| Додони           | 55                        |
| Додонуполи       | 129                       |

## Население
| Год  | Население, человек |
| ---- | ------------------ |
| 1991 | 261                |
| 2001 | 82                 |
| 2011 | ↘ 55               |